# Autoroute transphilippine
L'autoroute transphilippine est la route nationale numéro 1. Elle traverse l'archipel des Philippines du nord au sud. Pour relier les iles de Luçon, Samar, Leyte et Mindanao entre elles, la route est complétée par un réseau de ferrys (sauf entre Leyte et Samar qui sont reliées par le pont de San Juanico). 
Elle part de Laoag (sur l'ile de Luçon) pour arriver à Zamboanga (sur l'ile de Mindanao). Elle traverse les villes de Manille, Legazpi, Tacloban, Butuan et Davao.